# 14977 Бресслер
14977 Бресслер (14977 Bressler) — астероїд головного поясу, відкритий 26 вересня 1997 року.
Тіссеранів параметр щодо Юпітера — 3,274.